# Đặng Huỳnh Mai
Nhà giáo Nhân dân - Tiến sĩ Đặng Huỳnh Mai (sinh năm 1951) là một nữ chính trị gia người Việt Nam. Bà nguyên là Bí thư Ban Cán sự Đảng, Thứ trưởng Bộ Giáo dục và Đào tạo Việt Nam. Bà hiện là ủy viên Đoàn Chủ tịch Trung ương Mặt trận Tổ quốc Việt Nam, Chủ tịch Liên hiệp hội về Người khuyết tật, Phó Chủ tịch Trung ương Hội Cựu giáo chức Việt Nam.

## Xuất thân
Bà Đặng Huỳnh Mai sinh năm 1951 tại Đồng Tháp.

## Sự nghiệp
Bà từng tham gia kháng chiến chống Mỹ năm 1968, đảm nhiệm các chức vụ phó bí thư Thị Đoàn Vĩnh Long, phó trưởng phòng tổ chức cán bộ Sở Giáo dục và đào tạo tỉnh Vĩnh Long, phó giám đốc, giám đốc Sở Giáo dục và đào tạo tỉnh Vĩnh Long trước khi ra làm thứ trưởng Bộ Giáo dục và đào tạo.
Bà Mai tốt nghiệp tiến sĩ tại Trường Đại học Sư phạm Hà Nội năm 2006 (khi bà vẫn đang đương chức Thứ trưởng) với đề tài Xây dựng mẫu đề kiểm tra quốc gia về môn toán cấp tiểu học.
Bà Mai nghỉ hưu theo quyết định của Chính phủ từ ngày 1/10/2007.
Sau khi về hưu 13 năm, bà Mai vướng vào tai tiếng chiếm nhà công vụ không chịu trả: bà có đơn gửi Thủ tướng bày tỏ nguyện vọng muốn giữ lại căn hộ 608, tòa A2, khu nhà công vụ Hoàng Cầu, Đống Đa, Hà Nội.

## Gia đình
- Chồng: Trương Văn Sáu (sinh năm 1950), nguyên Ủy viên Ban Chấp hành Trung ương Đảng Cộng sản Việt Nam khóa X, nguyên Bí thư Tỉnh ủy tỉnh Vĩnh Long (2005-2010)[6], chủ tịch UBND Vĩnh Long[7], nghỉ hưu theo chế độ năm 2010.
- Em trai: Đặng Văn Lượng, Chủ tịch UBND Thành phố Vĩnh Long nhiệm kỳ 2016-2021.[8]
- Em rể (chồng của em gái): Nguyễn Văn Diệp, nguyên Chủ tịch UBND Tỉnh Vĩnh Long[9].
- Con trai: Trương Đặng Vĩnh Phúc (sinh năm 1976) hiện là Ủy viên BTV Tỉnh ủy Vĩnh Long, Bí thư Thị ủy Bình Minh[10]
- Một người con trai khác (sinh năm 1979) là ông Trương Đặng V Th hiện là giảng viên Đại học Bách khoa Hà Nội[4].
- Con dâu (vợ T.Đ.V.P.): Nguyễn Thị Quyên Thanh (sinh năm 1978) nguyên là Giám đốc Sở Giáo dục và Đào tạo tỉnh Vĩnh Long, hiện là Phó Chủ tịch UBND tỉnh Vĩnh Long.